# Lancashire
Lancashire ([ˈlæŋkəʃər], [ˈlæŋkəʃɪər] ou, localmente, [ˈɫaŋkɪʃə(ɻ)]; na forma arcaica Condado Palatino de Lancaster; abreviadamente Lancs.) é um condado não-metropolitano cerimonial no noroeste da Inglaterra. Sua capital é Lancaster, embora o centro administrativo do condado seja Preston. Sua população, em 2019, era estimada em 1 498 300 habitantes e sua área de 1 189 milha quadradas (3 100 km2). As pessoas de Lancashire são conhecidas como Lancastrianas (Lancastrians, em inglês).
Lancashire emergiu como uma região de forte indústria e comércio durante a Revolução Industrial. Liverpool e Manchester cresceram como as maiores cidades, dominando o comércio global e o nascimento do capitalismo industrial moderno. O condado continha diversos assentamentos que se desenvolveram em torno de uma ou mais fábricas ou moinhos, geralmente fábricas de algodão ou têxteis, e das minas da região carbonífera de Lancashire. Na década de 1830, aproximadamente 85% de todo o algodão manufaturado no mundo era processado em Lancashire. Accrington, Blackburn, Bolton, Burnley, Bury, Chorley, Colne, Darwen, Manchester, Nelson, Oldham, Preston, Rochdale e Wigan eram as maiores cidades produtoras de algodão da época. Blackpool era um centro de turismo para os habitantes da região.
O condado esteve sujeito a uma reforma significativa de seus limites em 1974, que retirou Liverpool e Manchester e a maioria de suas aglomerações circundantes, para formar os condados metropolitanos de Merseyside e Grande Manchester. A parte mais ao norte de Lancashire, incluíndo Furness e Cartmel, foi fundida com Cumberland e Westmorland para formar Cumbria. Lancashire perdeu 709 milhas quadradas de terra para outros condados, cerca de dois quintos de sua área original, embora ganhasse algum terreno de West Riding of Yorkshire. Hoje, limita-se com Cumbria ao norte, Grande Manchester e Merseyside ao sul, North Yorkshire e West Yorkshire a leste, e com o Mar da Irlanda a oeste.

## História

### História Antiga

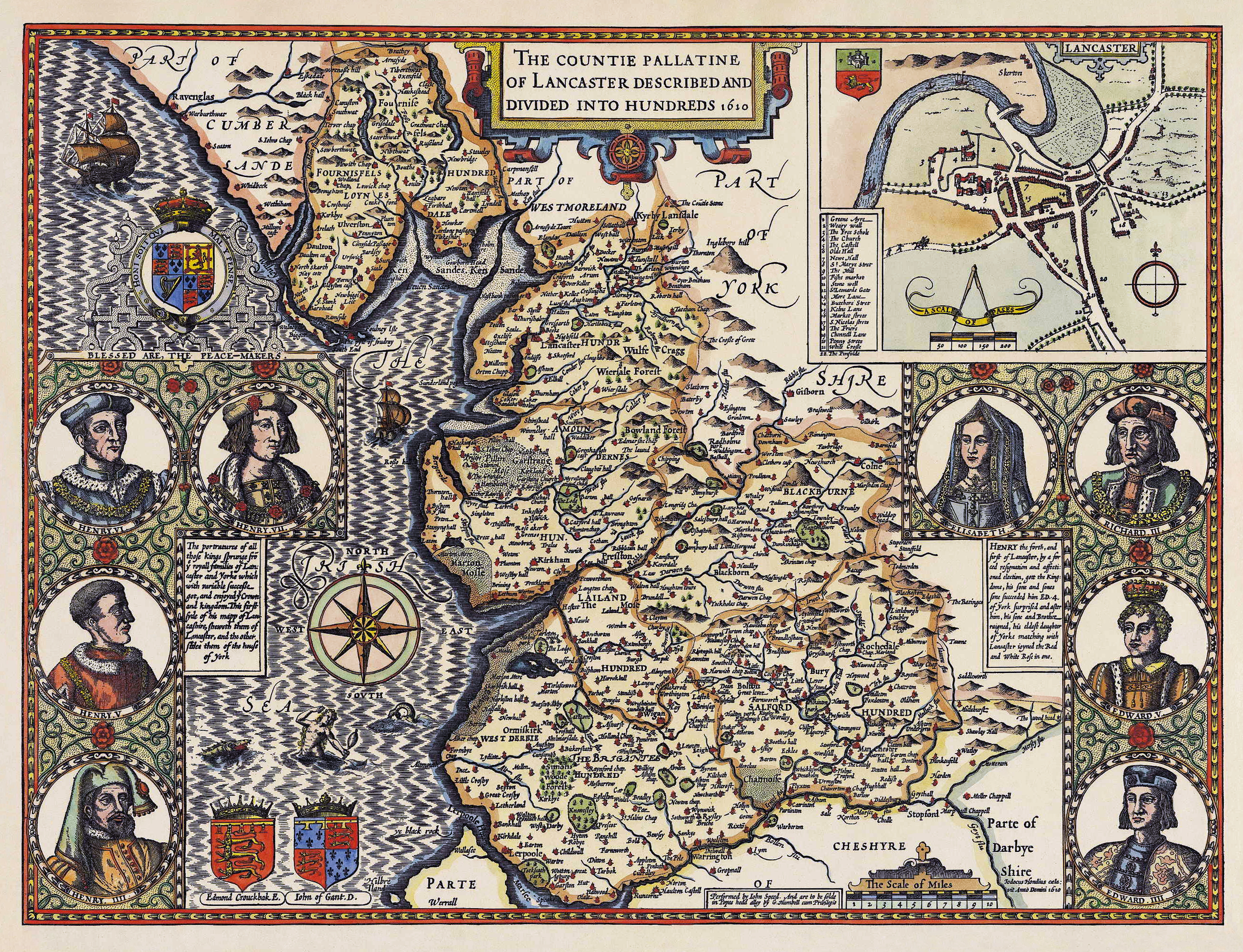
Mapa do Condado Palatino de Lancaster, confeccionado por John Speed em 1610

O condado foi estabelecido em 1182, mais tarde do que outros. Durante o período romano, a região fazia parte da área tribal dos Brigantes na zona militar da Britânia Romana. As cidades de Manchester, Lancaster, Ribchester, Burrow, Elslack e Castleshaw cresceram em torno dos fortes romanos. Nos séculos após a retirada romana em 410, as partes do norte do condado, provavelmente, formaram parte do reino de Rheged, uma entidade sucessora da tribo Brigante. Em meados do século VIII, a região foi incorporada ao Reino Anglo-Saxão da Nortúmbria, que se tornou uma parte da Inglaterra no século X.
Segundo o Domesday Book de 1086, algumas das terras de Lancashire foram tratadas como parte de Yorkshire. As terras que se encontravam entre o Rio Ribble e o Rio Mersey (Inter Ripam et Mersam, conforme o livro) foram incluídas nos retornos para Cheshire. Embora alguns historiadores considerem que isso significaria que o sul de Lancashire era então parte de Cheshire, isso não é algo certo. Também se afirma que o território do norte fazia parte do West Riding of Yorkshire. Quando as fronteiras do condado foram estabelecidas, elas limitaram Cumberland, Westmorland, Yorkshire e Cheshire.

## História Moderna

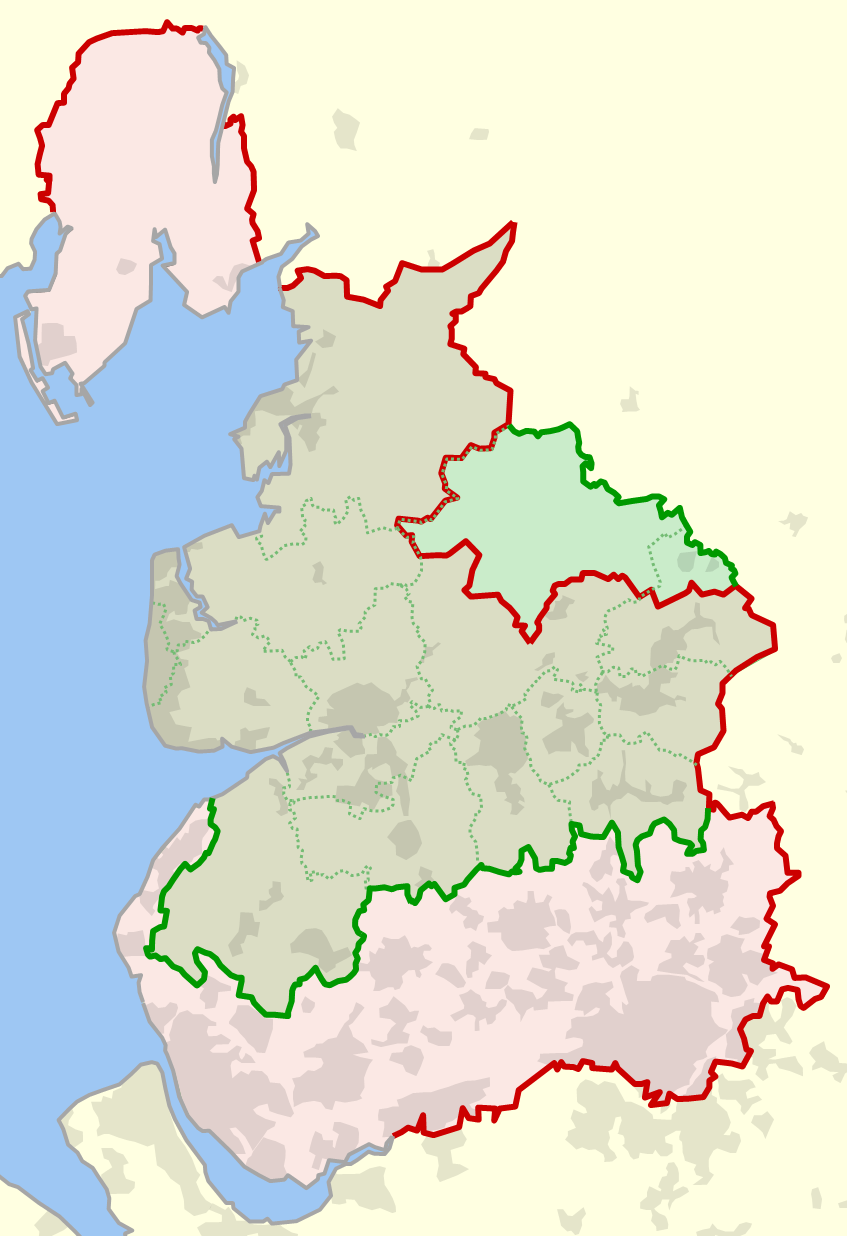
Os limites históricos do condado palatino em vermelho e o condado cerimonial em verde

Lancashire tornou-se menor do que a sua extensão histórica após uma grande reforma do governo local. Em 1889, o condado administrativo de Lancashire foi criado, cobrindo o condado histórico, exceto os Condados Boroughs como Blackburn, Burnley, Barrow-in-Furness, Preston, Wigan, Liverpool e Manchester. A área atendida pelo Lorde-Tenente (denominada agora como um condado cerimonial) cobriu a totalidade do condado administrativo e os Condados Boroughs, e foi expandido sempre que estes anexavam áreas em condados vizinhos, como Wythenshawe, região ao sul de Manchester, e no sul de Warrington. Não cobriu a parte ocidental de Todmorden, onde a fronteira antiga entre Lancashire e Yorkshire passa pelo meio da cidade.
Durante o Século XX, o condado tornou-se cada vez mais urbanizado, particularmente ao sul. Aos Condados Boroughs já existentes de Barrow-in-Furness, Blackburn, Bolton, Bootle, Burnley, Bury, Liverpool, Manchester, Oldham, Preston, Rochdale, Salford, Saint Helens e Wigan foram adicionados Blackpool (1904), Southport (1905) e Warrington (1900). Os Condados Boroughs também tiveram muitas extensões de fronteira.
No Censo de 1971, a população de Lancashire alcançou 5 129 416, tornando-se o condado geográfico mais populoso do Reino Unido. O condado administrativo também era o mais populoso do seu tipo fora de Londres, com uma população de 2,280,359 em 1961. Em 1º de abril de 1974, sob a Lei do Governo Local de 1972, o condado administrativo foi abolido, assim como os Condados Boroughs. A parte sul, mais urbanizada, tornou-se parte de dois condados metropolitanos, Merseyside and Grande Manchester.
O novo condado de Cumbria incorporou Furness.
Os Boroughs de Liverpool, Knowsley, Saint Helens e Sefton foram incluídos em Merseyside. Em Grande Manchester foram incorporados Bury, Bolton, Manchester, Oldham (em parte), Rochdale, Salford, Tameside (em parte), Trafford (em parte) e Wigan. Warrington e Widnes, ao sul das fronteiras dos novos Merseyside/Grande Manchester foram integrados ao novo condado não-metropolitano de Cheshire. O distritos urbano de Barnoldswick e Earby, o distrito rural de Bowland e as paróquias de Bracewell and Brogden e Salterforth (paróquias que pertenciam ao distrito rural de Skipton, em West Riding of Yorkshire) tornaram-se parte do novo Lancashire. Uma paróquia, Simonswood, foi transferida do borough de Knowsley, em Merseyside, para o distrito não-metropolitano de West Lancashire em 1994. Em 1998, Blackpool e Blackburn with Darwen passaram a ser Autoridades Unitárias independentes.
A tradição da Guerra das Rosas continuou com Lancaster usando o símbolo da rosa vermelha e York a branca. Os grupos de pressão, incluindo o Friends of Real Lancashire e a Association of British Counties defendem o uso dos limites históricos de Lancashire para fins cerimoniais e culturais.

## Geografia

### Divisões e arredores
Lancashire, o Condado Shire controlado pelo Conselho do condado, é dividido em distritos do governo local: Burnley, Chorley, Fylde, Hyndburn, Lancaster, Pendle, Preston, Ribble Valley, Rossendale, South Ribble, West Lancashire e Wyre.
Blackpool e Blackburn with Darwen são Autoridades Unitárias que não estão sob o controle do Conselho do condado. A polícia de Lancashire abrange tanto o Condado Shire quanto as Autoridades Unitárias. O Condado Cerimonial, incluindo as Autoridades Unitárias, faz fronteira com Cumbria, North Yorkshire, West Yorkshire, Grande Manchester e Merseyside, na região Noroeste da Inglaterra.

### Geologia, Paisagem e Ecologia

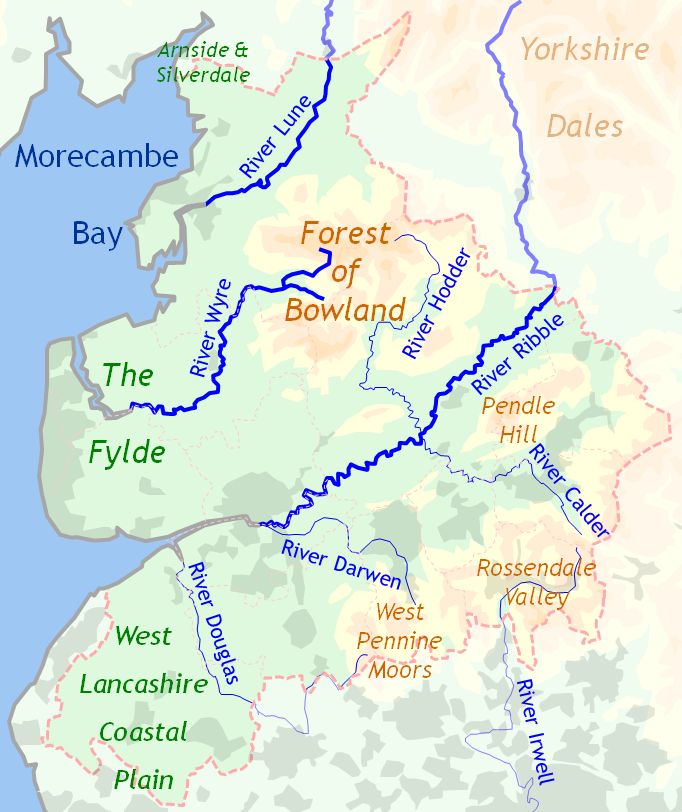
Topografia de Lancashire

O ponto mais alto do condado é o Gragareth, que atinge um máximo de 627m (2 057 ft). Green Hill, próximo ao Gragareth, também foi citado como o topo do condado. O ponto mais alto dentro dos limites históricos é Old Man of Coniston, no Parque Nacional de Lake District, à 803 m (2 634 ft).
Os rios de Lancashire correm em sentido oeste, dos Peninos para Mar da Irlanda. Estes rios incluem o Wyre e o Lune. Seus afluentes são os rios Calder, Darwen, Douglas, Hodder e o Yarrow. O Rio Irwell tem sua nascente em Lancashire.
À oeste do condado estão localizadas a planície costeira de West Lancashire e a de Fylde, ao norte do Estuário Ribble. Mais ao norte está a Baía de Morecambe. Além dos resorts costeiros, essas áreas são, em grande parte, regiões rurais, com a terra dedicada às culturas de hortaliças. Na parte noroeste, próximo a fronteira com Cumbria, está a OANB de Arnside and Silverdale, caracterizada por seu pavimento calcário e lar da reserva natural de Leighton Moss.
À leste estão as regiões mais altas, que levam aos Peninos. Ao Norte do Ribble está o Beacon Fell Country Park e a Floresta de Bowland. Muitas das terras baixas nesta área são dedicadas à produção leiteira e à fabricação de queijos, enquanto as terras mais altas são mais adequadas para a criação de ovelhas. Os vales do Rio Ribble e seu afluente Rio Calder formam uma grande fenda a oeste dos Peninos, dominada por Pendle Hill. A maioria das principais cidades de Lancashire estão nesses vales ao sul do Ribble, oeste dos Peninos e Floresta de Rossendale, onde as antigas cidades dos moinhos de algodão estão em vales profundos. A Região Carbonífera de Lancashire, em grande parte na moderna Grande Manchester, estende-se para o condado de Merseyside, e para Ormskirk, Chorley, Burnley e Colne em Lancashire.

## Política

### Representação Parlamentar
| Eleições Gerais de 2019: Lancashire | Eleições Gerais de 2019: Lancashire | Eleições Gerais de 2019: Lancashire | Eleições Gerais de 2019: Lancashire | Eleições Gerais de 2019: Lancashire | Eleições Gerais de 2019: Lancashire | Eleições Gerais de 2019: Lancashire |
| Conservadores                       | Trabalhistas                        | Liberais Democratas                 | Verdes                              | Partido Brexit                      | Outros                              | Participação                        |
| ----------------------------------- | ----------------------------------- | ----------------------------------- | ----------------------------------- | ----------------------------------- | ----------------------------------- | ----------------------------------- |
| 331 000 - 7 000                     | 270 000 - 92 000                    | 37 000 + 9 000                      | 19 000 + 10 000                     | 16 000 + 16 000                     | 41 000 + 39 000                     | 716 000 -34 000                     |

| Número geral de assentos em 2019 | Número geral de assentos em 2019 | Número geral de assentos em 2019 | Número geral de assentos em 2019 | Número geral de assentos em 2019 | Número geral de assentos em 2019        |
| Conservadores                    | Trabalhistas                     | Liberais Democratas              | Verdes                           | Partido Brexit                   | Outros                                  |
| -------------------------------- | -------------------------------- | -------------------------------- | -------------------------------- | -------------------------------- | --------------------------------------- |
| 11 + 3                           | 4 - 4                            | 0 -                              | 0 -                              | 0 -                              | 1 (Presidente da Câmara dos Comuns) + 1 |

### Conselho do Condado
O Conselho do Condado de Lancashire está baseado na cidade de Preston, no edifício sede da administração do condado, onde funciona também o Judiciário e o Departamento de Polícia, e que foi inaugurado em 14 de Setembro de 1882.
As eleições locais para os 84 conselheiros de 84 divisões são realizadas a cada quatro anos. O Partido Conservador, atualmente, forma maioria na Casa.
| Election | Número de membros do Conselho eleitos por cada partido | Número de membros do Conselho eleitos por cada partido | Número de membros do Conselho eleitos por cada partido | Número de membros do Conselho eleitos por cada partido | Número de membros do Conselho eleitos por cada partido | Número de membros do Conselho eleitos por cada partido | Número de membros do Conselho eleitos por cada partido | Número de membros do Conselho eleitos por cada partido |
| Election | Conservadores                                          | Trabalhistas                                           | Liberal Democratas                                     | Independentes                                          | Verdes                                                 | BNP                                                    | UKIP                                                   | Idle Toad                                              |
| -------- | ------------------------------------------------------ | ------------------------------------------------------ | ------------------------------------------------------ | ------------------------------------------------------ | ------------------------------------------------------ | ------------------------------------------------------ | ------------------------------------------------------ | ------------------------------------------------------ |
| 2017     | 46                                                     | 30                                                     | 4                                                      | 2                                                      | 1                                                      | 0                                                      | 1                                                      | 0                                                      |
| 2013     | 35                                                     | 39                                                     | 6                                                      | 3                                                      | 1                                                      | 0                                                      | 0                                                      | 0                                                      |
| 2009     | 51                                                     | 16                                                     | 10                                                     | 3                                                      | 2                                                      | 1                                                      | 0                                                      | 1                                                      |
| 2005     | 31                                                     | 44                                                     | 6                                                      | 1                                                      | 1                                                      | 0                                                      | 0                                                      | 1                                                      |
| 2001     | 27                                                     | 44                                                     | 5                                                      | 1                                                      | 1                                                      | 0                                                      | 0                                                      | 0                                                      |

### Ducado de Lancaster

Condado Palatino de Lancaster no mapa da Inglaterra

O Ducado de Lancaster é um dos dois Ducados Reais na Inglaterra, sendo o outro o Ducado da Cornualha. Possui propriedades em toda a região e em outros lugares, atuando como uma empresa imobiliária, mas também exercendo o direito da Coroa Britânica no Condado Palatino de Lancaster. Enquanto os limites administrativos mudaram na década de 1970, os limites palatinos do condado permanecem os mesmos que os limites históricos. Além de ser um ducado territorial, igualmente exerce alguns poderes e deveres cerimoniais na coroa Inglesa.
O Ducado não é propriedade da Coroa, mas uma propriedade (herdada) pessoal do monarca, assim sendo desde 1399, quando o Ducado de Lancaster, realizado por Henrique de Bolingbroke, se fundiu com a Coroa em sua apropriação do trono (após a expulsão de Ricardo II). O chefe do Ducado é o Chanceler do Ducado de Lancaster, uma alta posição que às vezes é um posto no gabinete, mas sempre um posto ministerial. Há pelo menos dois séculos, a propriedade tem sido dirigida por um membro do Parlamento, sendo que o chanceler raramente detém quaisquer direitos muito importantes relacionados à gestão do Ducado em si. Ele normalmente é conhecido como um ministro sem pasta.
O ducado administra bona vacantia dentro do Condado Palatino, recebendo a propriedade de pessoas que morrem intestadas e onde a propriedade legal não pode ser determinada. Não existe um Duque de Lancaster, uma vez que o título se fundiu na Coroa já há muitos séculos - mas o Ducado é administrado pela Rainha por Direito. Um sistema judicial separado para o Condado Palatino foi abolido pelo Courts Act 1971.

## Economia

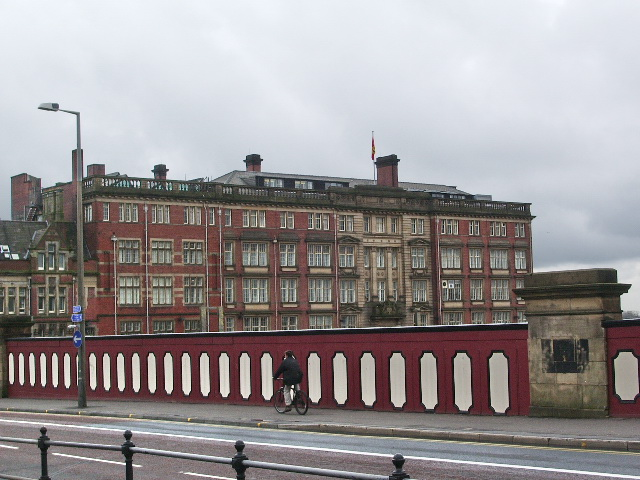
Lancashire County Hall, sede da administração do condado, na cidade de Preston

No Século XIX, Lancashire foi um importante centro de atividade econômica e, portanto, de riqueza. As atividades incluíam mineração de carvão, produção de têxteis, particularmente algodão, e pesca. Preston Docks, um porto industrial, está agora desativado para fins comerciais. Lancashire foi, historicamente, a localização do porto de Liverpool, enquanto Barrow-in-Furness é famosa pela construção naval.
A partir de 2013, a maior indústria do setor privado é a de defesa, com a BAE Systems Military Air & Information, uma divisão da BAE Systems, sediada em Warton, na costa de Fylde. A divisão opera uma fábrica em Samlesbury. Outras empresas de defesa incluem BAE Systems Global Combat Systems, em Chorley, Ultra Electronics, em Fulwood, e Rolls-Royce plc, em Barnoldswick.
A indústria de energia nuclear tem uma fábrica em Salwick, operada pela Westinghouse, e a central nuclear de Heysham, operada pela British Energy. Outras fábricas principais incluem Leyland Trucks, uma subsidiária da Paccar que constrói a gama de caminhões DAF.
Outras empresas com maior presença em Lancashire incluem:
- NetFlights, uma empresa online de viagens com sede em Preston.
- Baxi, fabricante de equipamentos de aquecimento, que possui uma grande fábrica em Bamber Bridge.
- Crown Paints, importante fabricante de tintas baseada em Darwen.
- Enterprise plc, um dos principais serviços de suporte do Reino Unido, sediada em Leyland.
- Hanson plc, empresa de materiais de construção.
- Hollands Pies, fabricante de tortas baseada em Baxenden, próximo a Accrington.
- National Savings and Investments, empresa financeira estatal, com escritório em Blackpool.
- Cervejaria Thwaites, cervejaria regional fundada em 1807 por Daniel Thwaites, em Blackburn.
- Xchanging, empresa que fornece serviços de terceirização de processos de negócios, com operações em Fulwood.
- Fisherman's Friend, empresa de confeitos, famosa pela fabricação de balas de hortelã e pastilhas.

### Zona Empresarial
A criação da Zona Empresarial de Lancashire (Lancashire Enterprise Zone) foi anunciada em 2011. Foi lançada em abril de 2012, com base nos aeródromos de propriedade da BAE Systems em Warton, que cobre 72 hectares, e Samlesbury, que cobre 74 hectares. Seu desenvolvimento é coordenado pela Lancashire Enterprise Partnership, pelo Conselho do Condado de Lancashire e BAE Systems. As primeiras empresas a entrar na Zona o fizeram em março de 2015, em Warton.
Em março de 2015, o governo anunciou que uma nova zona empresarial seria criada no aeroporto de Blackpool, usando algum aeroporto e terra adjacente. As operações aéreas no local não serão afetadas.

### Produção Econômica

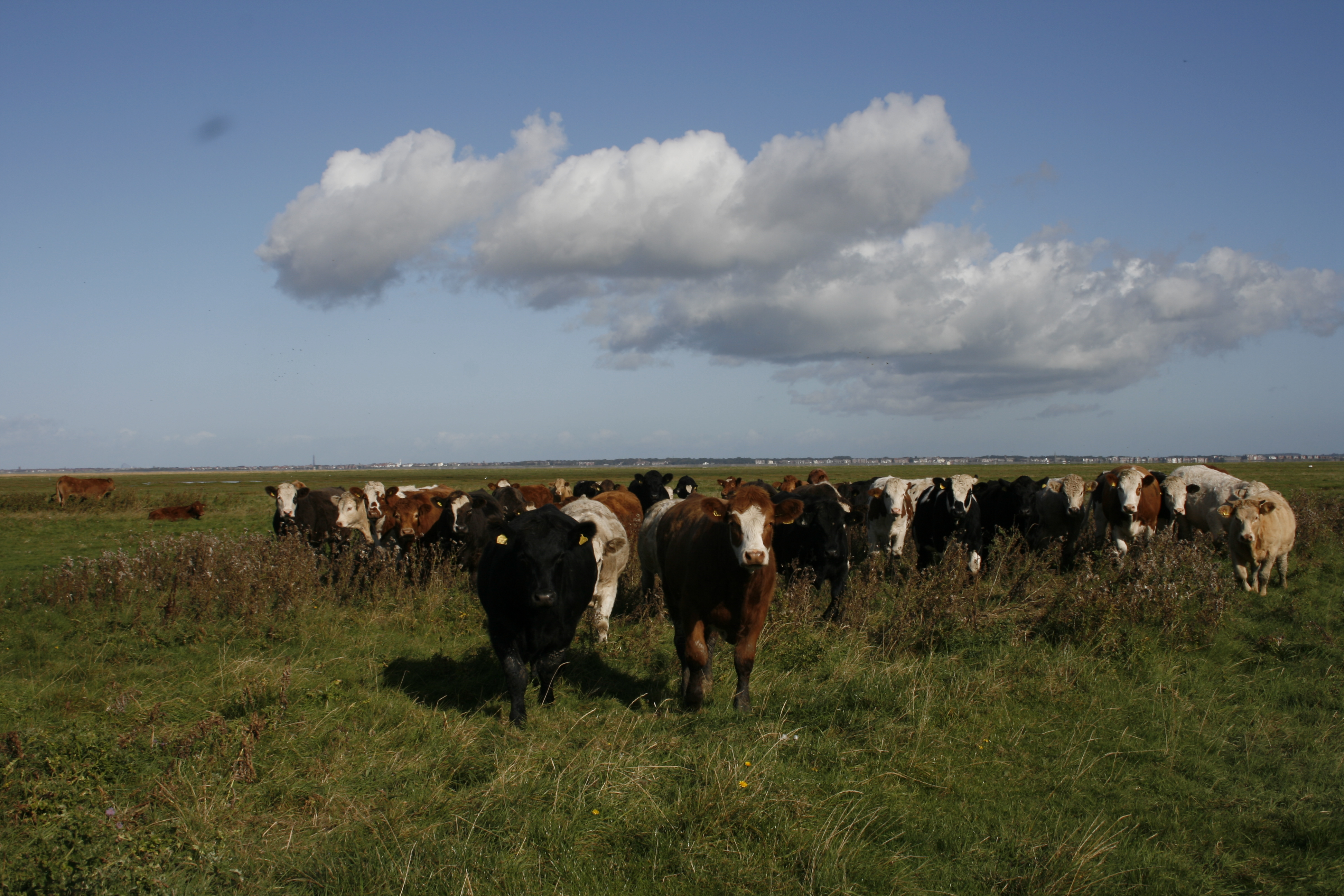
Gado pastando nas marismas do Estuário Ribble, próximo à vila de Banks, Lancashire

Este é um gráfico da tendência do Valor Agregado Bruto Regional do Condado não-metropolitano de Lancashire a preços básicos publicados pelo Office for National Statistics, com valores em milhões de libras esterlinas.
| Ano  | Valor Agregado Bruto | Agricultura | Industria | Serviços |
| ---- | -------------------- | ----------- | --------- | -------- |
| 1995 | 13,789               | 344         | 5,461     | 7,984    |
| 2000 | 16,584               | 259         | 6,097     | 10,229   |
| 2003 | 19,206               | 294         | 6,352     | 12,560   |

## Educação
Lancashire possui um sistema educacional globalmente abrangente com quatro escolas primárias estatais. Não incluindo os colégios do sistema de educação continuada (Sixth Form), existem 77 escolas estatais (não incluindo as novas escolas de Burnley) e 24 independentes. A disposição do Sixth Form é limitada na maioria dos distritos, com apenas Fylde e Lancaster tendo a maioria de suas escolas adotando o sistema. South Ribble tem a maior população escolar e Fylde a menor (apenas três escolas). Também existem muitas escolas da Igreja Anglicana e da Igreja Católica em Lancashire.
Lancashire é o lar de quatro universidades: Lancaster University, University of Central Lancashire, Edge Hill University e o campus Lancaster da University of Cumbria. Sete faculdades oferecem cursos de educação superior.

## Transportes

### Estradas

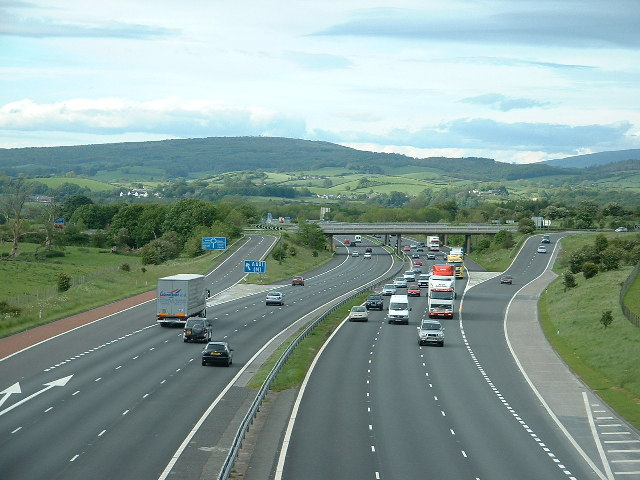
Rodovia M6, próximo a Carnforth

A economia de Lancashire depende fortemente da auto-estrada M6, que vai de norte a sul, passando por Lancaster e Preston. A M55 liga Preston a Blackpool e tem 18,3 km de comprimento. A auto-estrada M65, a partir de Colne, conecta Burnley, Accrington e Blackburn até Preston. A M61 a partir de Preston via Chorley, e a M66, fornecem ligações entre Lancashire e Manchester e a M62. A M58 atravessa a parte mais ao sul do condado, desde a M6, perto de Wigan, até Liverpool, via Skelmersdale.
Outras estradas principais incluem o A59 entre Liverpool, em Merseyside, e Skipton, em North Yorkshire, passando por Ormskirk, Preston e Clitheroe, e a conexão A565 para Southport; A56 de Ramsbottom para Padiham via Haslingden e de Colne para Skipton; A585 de Kirkham para Fleetwood; A666, da A59, ao norte de Blackburn, até Bolton via Darwen; e a A683 de Heysham para Kirkby Lonsdale via Lancaster.

### Ferrovias
A West Coast Main Line fornece ligações ferroviárias diretas com Londres e outras grandes cidades, com estações em Preston e Lancaster. As conexões leste-oeste são realizadas através da East Lancashire Line entre Blackpool e Colne, via Lytham, Preston, Blackburn, Accrington e Burnley. A Ribble Valley Line corre de Bolton para Clitheroe via Darwen e Blackburn. Existem linhas de conexão de Preston para Ormskirk e Bolton, e de Lancaster para Morecambe, Heysham e Skipton.

### Transporte Aéreo
O Aeroporto de Blackpool não está mais operando voos domésticos ou internacionais, mas ainda é o lar de escolas de aviação, operadores privados e da North West Air Ambulance, serviço de transporte aeromédico por helicópteros. O Aeroporto de Manchester é o principal da região. O Liverpool John Lennon Airport fica nas proximidades, enquanto o aeroporto mais próximo do Borough de Pendle é o Leeds Bradford International Airport.
Há um aeródromo operacional em Warton, perto de Preston, onde existe uma grande instalação de montagem e teste para a BAE Systems.

### Balsas
Heysham oferece serviços de balsas para a Irlanda e a Ilha de Man. Como parte do seu passado industrial, Lancashire deu origem a uma extensa rede de canais, que se estendem aos condados vizinhos. Estes incluem o Leeds and Liverpool Canal, o Canal de Lancaster, o Canal de Bridgewater, o Canal de Rochdale, o Canal de Ashton e o Manchester Ship Canal.

### Ônibus
Diversas companhias de ônibus operam em Lancashire, servindo as principais cidades e aldeias locais, bem como condados vizinhos, como Cumbria, Grande Manchester, Merseyside e West Yorkshire.
Entre outras, essas empresas incluem:
- Stagecoach Merseyside & South Lancashire
- Stagecoach Cumbria & North Lancashire
- Stagecoach Manchester
- Go North West
- Preston Bus
- Diamond North West

## Demografia
Os principais assentamentos no condado cerimonial estão concentrados na costa de Fylde (a área urbana de Blackpool) e um cinturão de cidades que correm de oeste a leste ao longo da M65: Preston, Blackburn, Accrington, Burnley, Nelson e Colne. Ao sul de Preston estão as cidades de Leyland e Chorley. O norte do condado é predominantemente rural e pouco povoado, exceto pelas cidades de Lancaster e Morecambe, que formam uma grande aglomeração de quase 100 mil pessoas. Lancashire é o lar de uma população asiática significativa, com mais de 70 000 habitantes (6% da população local), e que concentrou-se principalmente nas antigas cidades dos moinhos de algodão no sudeste.

## Crescimento populacional
| Ano  | Total da população, levando-se em conta a atual área de Lancashire (pós-1998) |
| ---- | ----------------------------------------------------------------------------- |
| 1801 | 163 310                                                                       |
| 1811 | 192 283                                                                       |
| 1821 | 236 724                                                                       |
| 1831 | 261 710                                                                       |
| 1841 | 289 925                                                                       |
| 1851 | 313 957                                                                       |
| 1861 | 419 412                                                                       |
| 1871 | 524 869                                                                       |
| 1881 | 630 323                                                                       |
| 1891 | 736 233                                                                       |
| 1901 | 798 545                                                                       |
| 1911 | 873 210                                                                       |
| 1921 | 886 114                                                                       |
| 1931 | 902 965                                                                       |
| 1941 | 922 812                                                                       |
| 1951 | 948 592                                                                       |
| 1961 | 991 648                                                                       |
| 1971 | 1 049 013                                                                     |
| 1981 | 1 076 146                                                                     |
| 1991 | 1 122 097                                                                     |
| 2001 | 1 134 976                                                                     |

## Assentamentos
A tabela abaixo dividiu os assentamentos em seu distritos de autoridade local. Cada distrito possui um centro de administração; Alguns deles se correlacionam com a maior cidade de um distrito, enquanto outros são nomeados após a área geográfica.

### Áreas
| Condado Cerimonial | Borough Administrativo                      | Borough Administrativo | Centro Administrativo | Outras cidades, vilas e assentamentos |
| ------------------ | ------------------------------------------- | ---------------------- | --------------------- | --- |
| Lancashire         | Borough de Blackburn with Darwen (unitário) |                        | Blackburn             | Belmont, Chapeltown, Darwen, Edgworth, Hoddlesden, Tockholes, North Turton                                                                                           |
| Lancashire         | Borough de Blackpool (unitário)             |                        | Blackpool             | Bispham, Layton |
| Lancashire         | Borough de Burnley                          |                        | Burnley               | Padiham, Hapton, Harle Syke, Worsthorne, Cliviger. |
| Lancashire         | Borough de Chorley                          |                        | Chorley               | Adlington, Clayton-le-Woods, Coppull, Croston, Eccleston, Euxton, Mawdesley, Whittle-le-Woods                                                                        |
| Lancashire         | Borough de Fylde                            |                        | Lytham St Annes       | Freckleton, Kirkham, Warton, Wrea Green |
| Lancashire         | Borough de Hyndburn                         |                        | Accrington            | Altham, Church, Clayton-le-Moors, Great Harwood, Oswaldtwistle, Rishton                                                                                              |
| Lancashire         | Cidade de Lancaster                         |                        | Lancaster             | Bolton-le-Sands, Carnforth |
| Lancashire         | Borough de Pendle                           |                        | Nelson                | Barnoldswick†, Barrowford, Brierfield, Colne, Earby†, Foulridge, Trawden                                                                                             |
| Lancashire         | Cidade de Preston                           |                        | Preston               | Barton, Broughton, Fulwood, Goosnargh, Grimsargh, Whittingham |
| Lancashire         | Borough de Ribble Valley                    |                        | Clitheroe             | Bolton-by-Bowland†, Chipping, Hurst Green, Longridge, Read, Ribchester, Slaidburn†, Whalley, Wilpshire                                                               |
| Lancashire         | Borough de Rossendale                       |                        | Rawtenstall           | Bacup, Chatterton, Edenfield, Haslingden, Helmshore, Waterfoot, Whitworth                                                                                            |
| Lancashire         | Borough de South Ribble                     |                        | Leyland               | Bamber Bridge, Farington, Longton, Lostock Hall, Penwortham, Samlesbury, Walton-le-Dale                                                                              |
| Lancashire         | Borough de West Lancashire                  |                        | Ormskirk              | Appley Bridge, Aughton, Banks, Bickerstaffe, Burscough, Downholland, Great Altcar, Halsall, Lathom, Parbold, Rufford, Scarisbrick, Skelmersdale, Tarleton, Upholland |
| Lancashire         | Borough de Wyre                             |                        | Poulton-le-Fylde      | Cleveleys, Fleetwood, Garstang, Great Eccleston, Pilling, Preesall, St Michael's On Wyre, Thornton-Cleveleys                                                         |

† – parte de West Riding of Yorkshire até 1974
Esta tabela não contém uma lista extensa dos assentamentos no condado cerimonial

### Áreas Históricas
Alguns assentamentos que, historicamente, eram parte do condado de Lancashire, agora se enquadram nos condados de West Yorkshire, Cheshire, Merseyside, Grande Manchester e Cumbria:
| Grande Manchester | Abram, Ashton-in-Makerfield, Ashton-under-Lyne, Aspull, Astley, Atherton, Audenshaw, Blackrod, Bolton, Bury, Cadishead, Chadderton, Clifton, Denton, Droylsden, Eccles, Failsworth, Farnworth, Golborne, Four Heatons, Heywood, Horwich, Hindley, Ince-in-Makerfield, Irlam, Kearsley, Lees, Leigh, Littleborough, Little Lever, Manchester, Middleton, Milnrow, Mossley (parte), Oldham, Prestwich, Radcliffe, Ramsbottom, Reddish, Rochdale, Royton, Salford, Shaw and Crompton, Shevington, South Turton, Standish, Stalybridge (parte), Stretford, Swinton and Pendlebury, Tottington, Tyldesley, Urmston, Walkden, Westhoughton, Whitefield, Wigan, Worsley |
| Merseyside        | Bootle, Billinge, Crosby, Eccleston, Formby, Halewood, Haydock, Huyton, Kirkby, Litherland, Liverpool, Maghull, Newton-le-Willows, Prescot, Rainford, Rainhill, Saint Helens, Southport |
| Cumbria           | Askam and Ireleth, Barrow-in-Furness, Broughton-in-Furness, Cartmel, Coniston, Dalton-in-Furness, Grange-over-Sands, Hawkshead, Ulverston, Walney Island |
| Cheshire          | Culcheth, Warrington, Widnes |
| West Yorkshire    | Todmorden (parte) |

As mudanças de fronteira ocorridas antes de 1974 incluem:
- Todmorden (dividida entre Lancashire e Yorkshire) foi inteiramente para West Riding of Yorkshire em 1889
- Mossley (dividida entre Lancashire, Yorkshire e Cheshire) foi inteiramente para Lancashire em 1889
- Stalybridge, inteiramente para Cheshire em 1889
- Os antigos Conselhos de Manchester e Warrington se estenderam ao sul do Mersey até o Cheshire histórico (Áreas como Wythenshawe e Latchford)
- Consequentemente, o antigo condado de Stockport se estendeu para o norte no antigo Condado Palatino de Lancashire, incluindo áreas como Reddish e Four Heatons (Heaton Chapel, Heaton Mersey, Heaton Moor e Heaton Norris).

## Símbolos

A Rosa Vermelha de Lancaster

A Rosa Vermelha de Lancaster é a flor encontrada no emblema e na bandeira heráldica do condado. A rosa era um símbolo da Casa de Lancaster, imortalizada no verso "In the battle for England's head/York was white, Lancaster red" ("Na batalha pelo comando da Inglaterra / York era branco, Lancaster vermelho"), referente à Guerra das Rosas do Século XV. A bandeira tradicional de Lancashire, uma rosa vermelha em um campo branco, não foi oficialmente registrada. Quando uma tentativa foi feita para isso junto ao Flag Institute, descobriu-se que já havia sido oficialmente registrada por Montrose, na Escócia, centenas de anos antes. A bandeira oficial de Lancashire está registrada como uma rosa vermelha em um campo dourado.

## Esportes

### Futebol
O futebol de Lancashire é comandado pela Lancashire County Football Association que, assim como a maioria das associações de futebol dos condados, tem limites que estão alinhados aproximadamente com os do condado histórico. Os clubes de Lancashire que foram membros fundadores da liga são Accrington, Burnley, Blackburn Rovers, Preston North End, Everton e Bolton Wanderers. A Manchester Football Association e a Liverpool County Football Association Atuam em Grande Manchester e em Merseyside.
Oito equipes profissionais estavam baseadas em Lancashire, no início da temporada 2016-2017:
- Premier League: Burnley
- Championship: Bolton Wanderers e Preston North End
- League One: Blackburn Rovers, Blackpool e Fleetwood Town
- League Two: Accrington Stanley e Morecambe

### Críquete
Lancashire County Cricket Club foi uma das equipes de críquete mais bem sucedidas do condado, particularmente no One-Day. O clube é a casa de James Anderson e Jos Buttler, membros da Seleção da Inglaterra. Old Trafford Cricket Ground, em Trafford, tem sido o campo do LCCC desde 1864.
As ligas de cricket locais historicamente importantes incluem a Lancashire League, a Central Lancashire Cricket League e a North Lancashire and Cumbria League, todas formadas em 1892. Os clubes destas liga costumam contratar diversos jogadores profissionais internacionais para jogar ao lado de seus atletas amadores.
Desde 2000, a liga designada para representar Lancashire junto à ECB Premier Leagues tem sido a Liverpool and District Cricket Competition.

### Rugby League
Junto com Yorkshire e Cumberland, Lancashire é reconhecida como o coração do Rugby League, tendo produzido muitos clubes de alto escalão bem sucedidos, como Saint Helens, Wigan Warriors, Warrington Wolves e Widnes Vikings. O condado já foi o ponto focal para muitas competições profissionais do esporte, incluindo a competição da Lancashire League, que ocorreu entre 1895 e 1970, e a Lancashire County Cup, que existiu até 1993. O Rugby League também viu uma disputa representativa entre Lancashire e Yorkshire disputada 89 vezes desde a sua criação em 1895. Nos últimos tempos, há várias equipes baseadas em Lancashire, incluíndo Blackpool Panthers, East Lancashire Lions, Blackpool Sea Eagles, Bamber Bridge RLFC, Leyland Warriors, Chorley Panthers, Blackpool Stanley, Blackpool Scorpions e Adlington Rangers.

### Wrestling
Lancashire tem uma longa história no wrestling, desenvolvendo seu próprio estilo chamado Lancashire wrestling, com muitos clubes que ao longo dos anos produziram muitos lutadores de renome. Alguns destes migraram para a Luta profissional, incluindo Shak Khan, Billy Riley, Davey Boy Smith, William Regal, Wade Barrett e o Dynamite Kid.

### Tiro com arco
Existem muitos clubes de tiro com arco localizados dentro de Lancashire. Em 2004, Lancashire conquistou o título do Campeonato Inter-Condados sobre Yorkshire, que o mantivera por 7 anos.

## Musica

### Música Folclórica
Lancashire tem uma longa e altamente produtiva tradição de fazer música. No início da era moderna, o condado compartilhou a tradição nacional de baladas, incluindo aquela que talvez seja a melhor border ballad, "The Ballad of Chevy Chase", que se pensa ter sido composta pelo menestrel Richard Sheale, nascido no em Lancashire. O condado também era um local comum para canções folclóricas, incluindo "The Lancashire Miller", "Warrington Ale" e "The soldier's farewell to Manchester", enquanto Liverpool, como um grande porto marítimo, era o assunto de muitas canções de marinheiro, incluíndo "The Leaving of Liverpool" e "Maggie May". Na Revolução Industrial, as mudanças dos padrões sociais e econômicos ajudou a criar novas tradições e estilos de música popular, muitas vezes ligadas à migração e aos novos padrões de trabalho. Estas incluíram danças processionais (danças feita em fila ou de maneira alinhada), frequentemente associadas ao rushbearing, antigo festival eclesiástico inglês, ou as festividades do Wakes Week, tradicional período de feriado na Inglaterra e Escócia, e tipos de danças de passo marcado, sendo o estilo mais famoso o clog dancing.
Um pioneiro local da coleção de canções populares na primeira metade do Século XIX foi o erudito shakespeariano James Halliwell-Phillipps. Mas não foi até o segundo renascimento folk no Século XX que a gama completa de canções do condado, incluindo folk industrial, começou a ganhar atenção. Lancashire produziu uma das principais figuras do renascimento, Ewan MacColl, assim como outro grande nome local, Harry Boardman que, a partir de 1965, provavelmente fez mais do que qualquer outro para popularizar e gravar a música do condado. Talvez os artistas folk mais influentes que emergiram da região no final do Século XX tenham sido o popular grupo de Liverpool The Spinners, o trovador de Manchester Roy Harper, e o músico, comediante e apresentador Mike Harding. A região é o lar de inúmeros folk clubs, muitos deles atendendo a Música Folk Irlandesa e Escocesa. Festivais regulares incluem o Fylde Folk Festival, em Fleetwood.

### Música Clássica
Lancashire teve uma cultura animada de música clássica e de coral, com um grande número de coros de igrejas locais a partir do século XVII, levando à fundação de sociedades de coral locais desde meados do século XVIII, muitas vezes particularmente focadas em performances da música de Händel e seus contemporâneos. Também desempenhou um papel importante no desenvolvimento das orquestras de metais que surgiram no condado, particularmente nas áreas das indústrias têxtil e de minas, no século XIX. A primeira competição aberta para estas bandas foi realizada em Manchester em 1853, e continuou anualmente até a década de 1980. A vibrante cultura desse ritmo contribuiu de forma importante para a fundação da Orquestra Hallé em 1857, a mais antiga orquestra profissional existente no Reino Unido. A mesma tradição musical local produziu figuras eminentes como Sir William Walton (1902-88), filho de um maestro de coral e professor de música de Oldham, Sir Thomas Beecham (1879–1961), nascido em Saint Helens, que começou sua carreira conduzindo orquestras locais, e Alan Rawsthorne (1905–71), nascido em Haslingden. O condutor David Atherton, co-fundador da London Sinfonietta, nasceu em Blackpool em 1944. Lancashire também produziu figuras mais populares, como o compositor de teatro musical Leslie Stuart (1863-1928), nascido em Southport, que iniciou sua carreira como organista da Catedral de Salford.
Dos compositores mais recentes nascidos no condado de Lancashire podemos citar Hugh Wood (1932, em Parbold), Sir Peter Maxwell Davies (1934–2016, em Salford), Sir Harrison Birtwistle (1934, em Accrington), Gordon Crosse (1937, em Bury),John McCabe (1939–2015, em Huyton), Roger Smalley (1943–2015, em Swinton), Nigel Osborne (1948, em Manchester), Steve Martland (1954–2013, Liverpool), Simon Holt (1958, em Bolton) e Philip Cashian (1963, em Manchester).
A Royal Manchester College of Music foi fundada em 1893 para oferecer uma contrapartida do norte para as faculdades musicais de Londres. Incorporou-se ao Northern College of Music em 1972, formando o Royal Northern College of Music.

### Música Popular

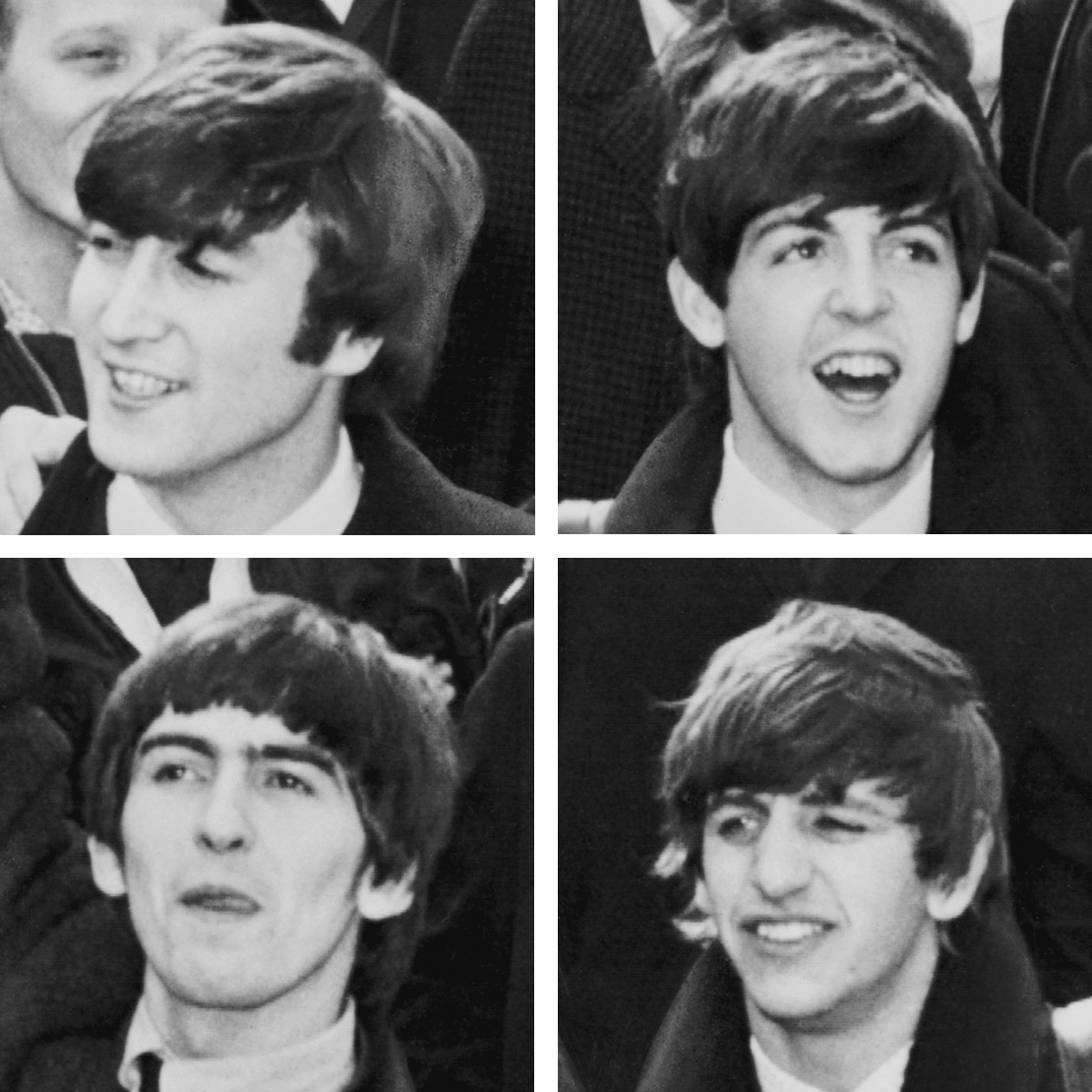
The Beatles em 1964. A banda, indiscutivelmente a mais bem-sucedida comercialmente da era do rock, começou sua carreira tocando em Liverpool e seus arredores

Liverpool produziu uma série de cantores populares de destaque nacional e internacional na década de 1950, incluindo as estrelas da música pop tradicional Frankie Vaughan e Lita Roza, e um dos nomes mais bem-sucedidos do rock britânico Billy Fury. Muitas cidades de Lancashire tiveram cenas vibrantes de skiffle, um tipo de música folk com influência de jazz e blues, no final da década de 1950, dos quais, no início dos anos 60, surgiram uma cultura florescente de grupos beat, particularmente em Liverpool e Manchester. Estima-se que existiam cerca de 350 bandas ativas em Liverpool e em seus arredores nesta época, muitas vezes tocando em salões de festas, salas de concerto e clubes, entre eles os Beatles. Após o sucesso nacional deste grupo em 1962, vários artistas de Liverpool conseguiram acompanhá-los nas paradas, incluindo Gerry & the Pacemakers, The Searchers e Cilla Black. O primeiro grande sucesso pop no Reino Unido que não era de Liverpool, ou administrado por Brian Epstein, foram Freddie and the Dreamers, baseados em Manchester, assim como Herman's Hermits e the Hollies. Guiados pelos Beatles, os grupos beat da região lideraram a chamada Invasão Britânica dos EUA, o que contribuiu de forma importante para o desenvolvimento do rock. Após o declínio dos grupos beat em meados dos anos 60, o centro da cultura rock mudou-se para Londres e houve, relativamente, poucas bandas locais que alcançaram a proeminência nacional até o crescimento de uma cena disco-funk e a revolução do punk rock a partir de metade da década de 70.
As cidades de Accrington, Burnley, Chorley, Clitheroe, Colne, Lytham St Annes, Morecambe, Nelson, Ormskirk e Skelmersdale, bem como as cidades de Lancaster e Preston, são referenciadas na música It's Grim Up North, gravada em 1991 pela banda The KLF.

## Culinária

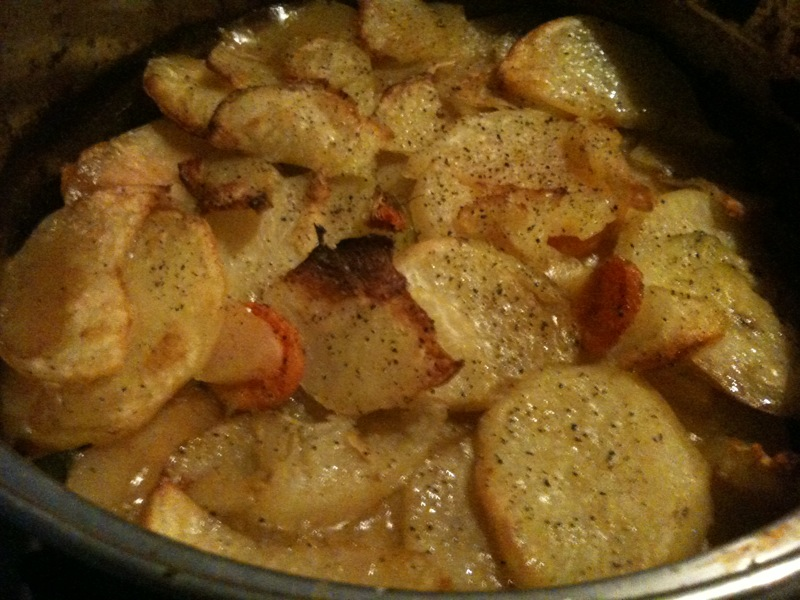
Guisado de Lancashire

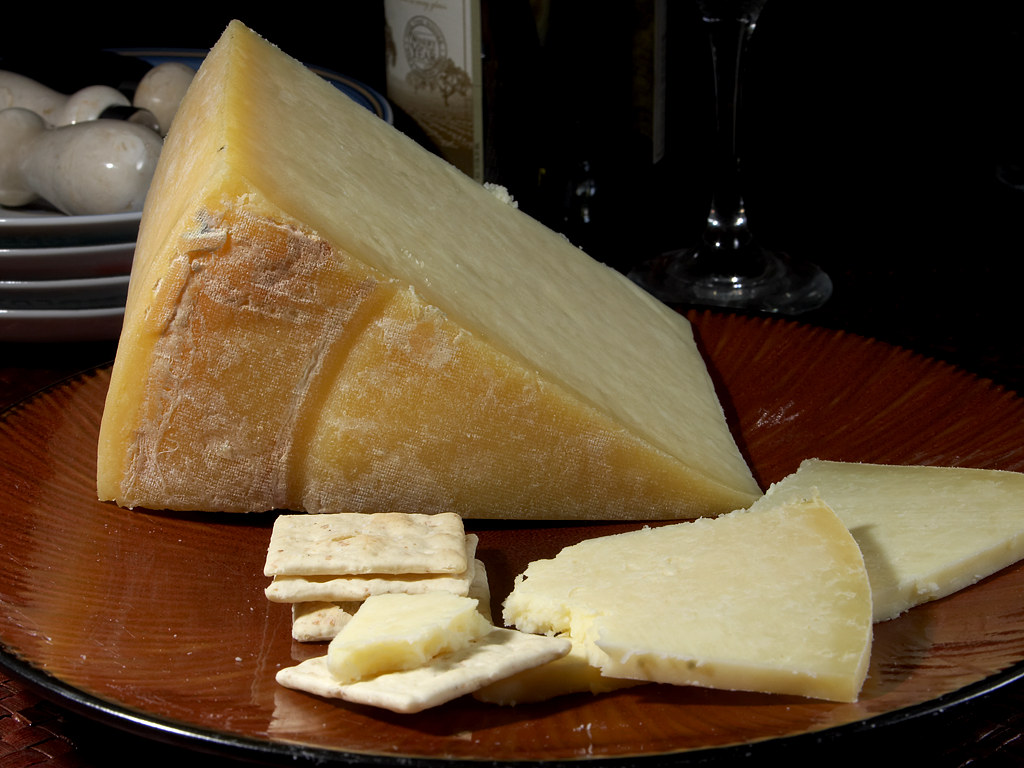
Queijo Lancashire

Lancashire é a origem do Guisado de Lancashire, um prato de caçarola tradicionalmente feito com cordeiro. Outros alimentos tradicionais da área incluem:
- Ervilhas pretas, também chamadas ervilhas secas: popular em Darwen, Bolton e Preston;
- Morcela: tem sido associada ao condado. A marca mais notável, Chadwick's Original Bury Black Puddings, ainda é vendida no Bury Market[78] e fabricada em Rossendale;
- Bolo de Manteiga;
- Torta de manteiga: torta salgada contendo batatas, cebola e manteiga. Normalmente associada a Preston;
- Clapbread: bolo de pão de aveia feito de massa sem fermento, preparado em uma grelha;
- Chorley cake: bolo chorley tradicional da cidade de Chorley;
- Eccles cake: bolinhos redondos cheios de groselha e feitos de massa folhada com manteiga, originais de Eccles;
- Faggot: pato salgado;
- Fag pie: torta feita de figos secos picados, açúcar e banha de porco. Associado a Blackburn e Burnley, onde é destaque nos festejos do quarto domingo da Quaresma;
- Fish and chips: a primeira loja de fish and chips no norte da Inglaterra foi aberta em Mossley, próximo a Oldham, por volta de 1863;[79]
- Toad in the Hole: prato tradicional inglês que consiste em salsichas na massa de pudim de Yorkshire, geralmente servida com molho de cebola e hortaliças;
- Frumenty: mingau doce popular nas festividades de Lancashire, como o Natal e a segunda-feira de Páscoa;
- Bolo de Goosnargh: pequenos biscoitos simples com coentro ou sementes de alcaravia pressionadas no biscoito antes de assar. Tradicionalmente cozido em dias de festa como a terça-feira gorda, o dia anterior à quarta-feira de cinzas;
- Jannock: bolo ou pequeno pão de aveia alegadamente surgido em Lancashire (possivelmente na cidade de Bolton) por tecelões de origem flamenga;
- Queijo Lancashire: feito no condado há vários séculos.[80] O queijo Lancashire tradicional de Beacon Fell recebeu o status de Denominação de Origem Protegida da União Europeia;[81]
- Lancashire Flat Cake: pão-de-ló com sabor de limão, melhor comido depois de gelado;
- Lancashire oatcake: tipo de panqueca oval grande, podendo ser comida úmida ou seca;
- Mingau de urtiga: uma dieta comum do período da fome em Lancashire no início do século XIX. Feito de urtigas fervidas e, às vezes, um punhado de farinha;
- Biscoito de gengibre de Ormskirk: iguaria local vendida em South Lancashire;
- Parkin: bolo de gengibre com aveia;
- Guisado de batata: uma variação sem carne do guisado de Lancashire, que também é conhecida como "torta sem pai" (fatherless pie, em inglês);
- Ran Dan: tipo de pão de cevada que era considerado o último recurso para os pobres da região no final do século XVIII e início do século XIX;
- Rag pudding: tradicional pudim cozido, feito com gordura de carne bovina ou de carneiro, farinha, migalhas de pão, passas e especiarias, recheado carne picada e cebola, originário de Oldham;
- Sad cake: bolo tradicional que pode ser uma variação do Chorley Cake, que já era comum na região de Burnley;
- Throdkins: tradicional prato do café da manhã da região de Fylde;
- Uncle Joe's Mint Balls: confeito de menta produzido pela William Santus & Co. Ltd., em Wigan.[82]

## Locais de Interesse
Entre os principais pontos de interesse do Condado Cerimonial temos:
- Arnside and Silverdale (Área de Destacada Beleza Natural (OANB))
- Astley Hall
- Baía de Morecambe
- Bank Hall
- Beacon Fell Country Park
- Blackpool Pleasure Beach
- Blackpool Tower
- British Commercial Vehicle Museum, situada em Leyland
- Camelot Theme Park (abandonado desde 2012)
- Castelo de Clitheroe
- Castelo de Lancaster
- Catedral de Blackburn
- Catedral de Lancaster
- East Lancashire Railway
- Floresta de Bowland - (OANB)
- Gawthorpe Hall, Padiham
- Harris Museum
- Helmshore Mills Textile Museum
- Hoghton Tower
- Igreja de Santa Valburga
- Irwell Sculpture Trail
- Jubilee Tower
- Lathom Park Chapel , localizada em Lathom Hall, residência dos Condes de Derby
- Lytham Hall
- Martin Mere, reserva natural ligada à Wildfowl and Wetlands Trust, localizada em Burscough
- Museum of Lancashire (fechado em setembro de 2016, juntamente com outros museus do condado)
- Pendle Hill
- Peninos
- Reserva natural de Leighton Moss, ligada à Royal Society for the Protection of Birds (Sociedade Real de Proteção às Aves)
- Ribble Steam Railway, ferrovia a vapor
- Rivington Pike
- Rufford Old Hall
- Samlesbury Hall
- Stonyhurst College – casa senhorial datada de 1592, agora uma escola pública jesuíta
- Towneley Hall, Burnley
- Queen Street Mill, Burnley (fechado em setembro de 2016, juntamente com outros museus do condado)
- West Lancashire Light Railway
- Williamson Park e Ashton Memorial
- Witton Country Park
- Yarrow Valley Park
- Zoológico de Blackpool

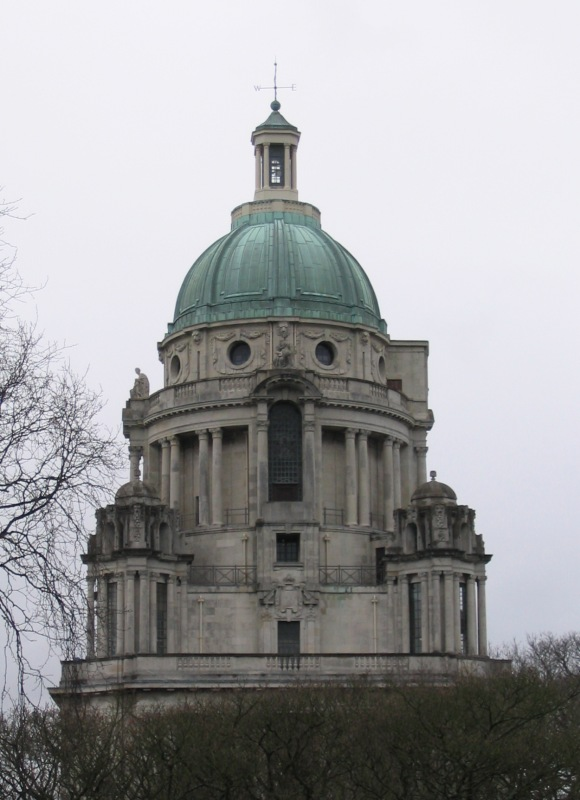
Ashton Memorial, Lancaster
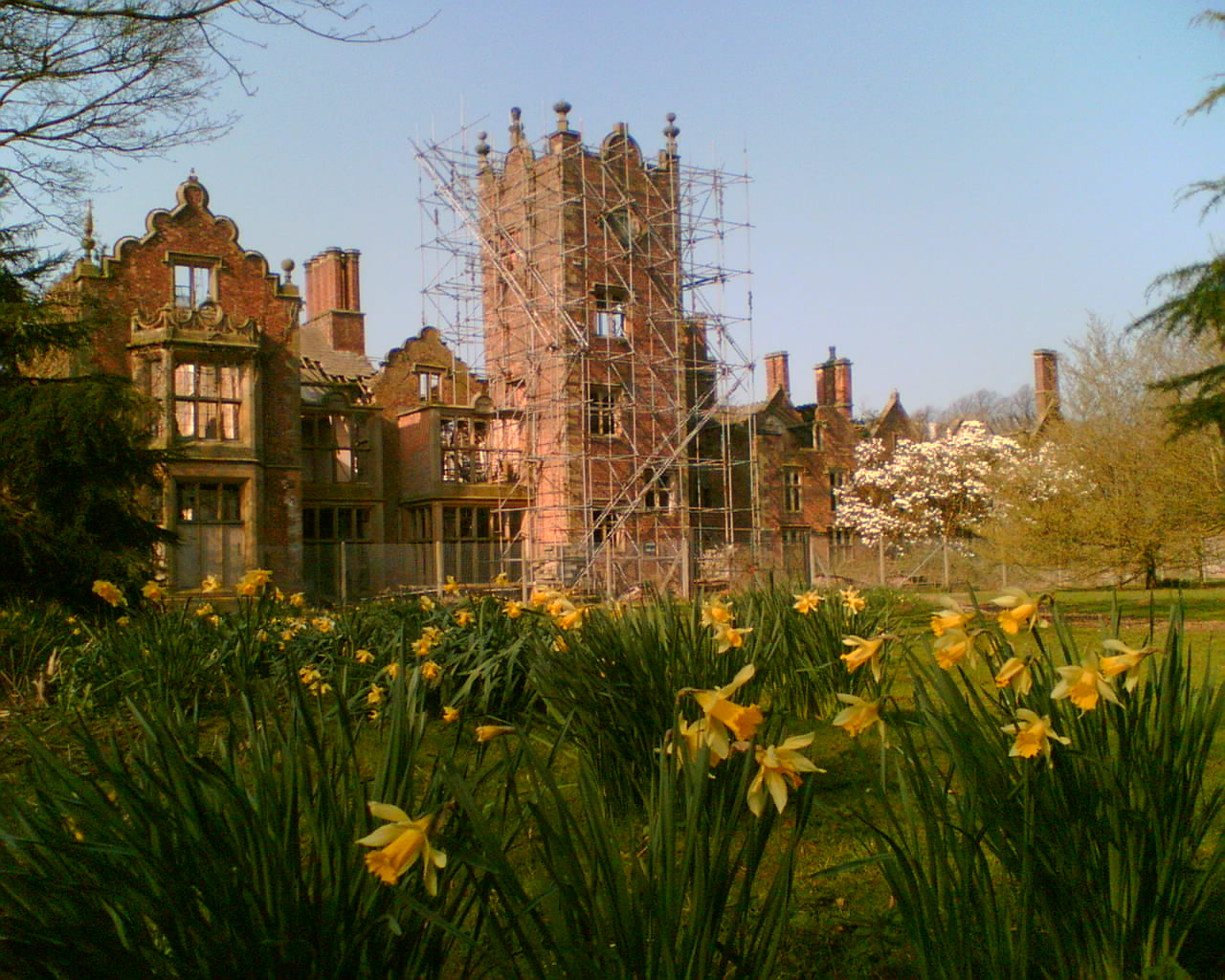
Bank Hall, Bretherton, uma mansão jacobina, aguardando restauração. Lar da mais velha árvore de teixo de Lancashire.
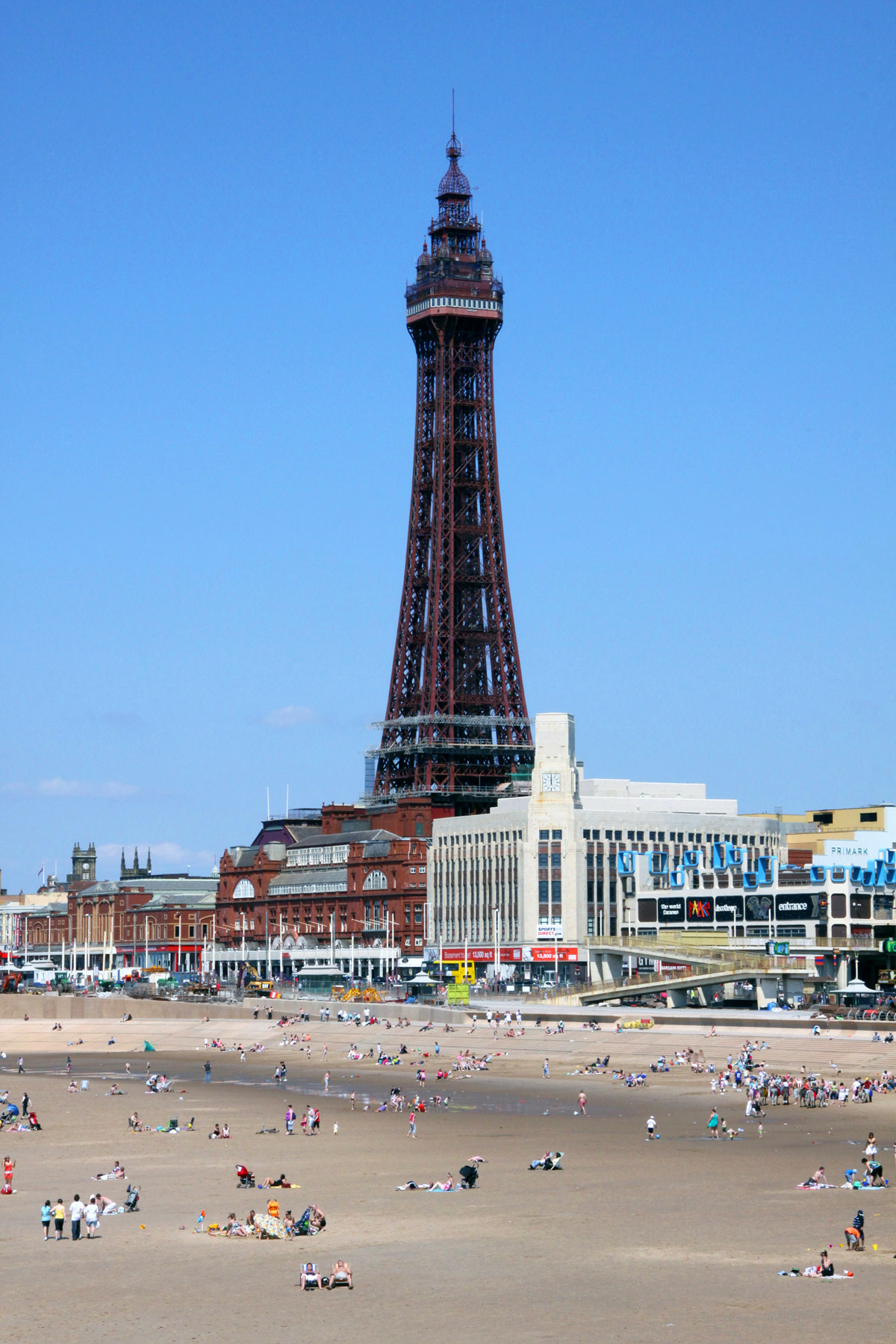
Blackpool Tower, completada em 1894
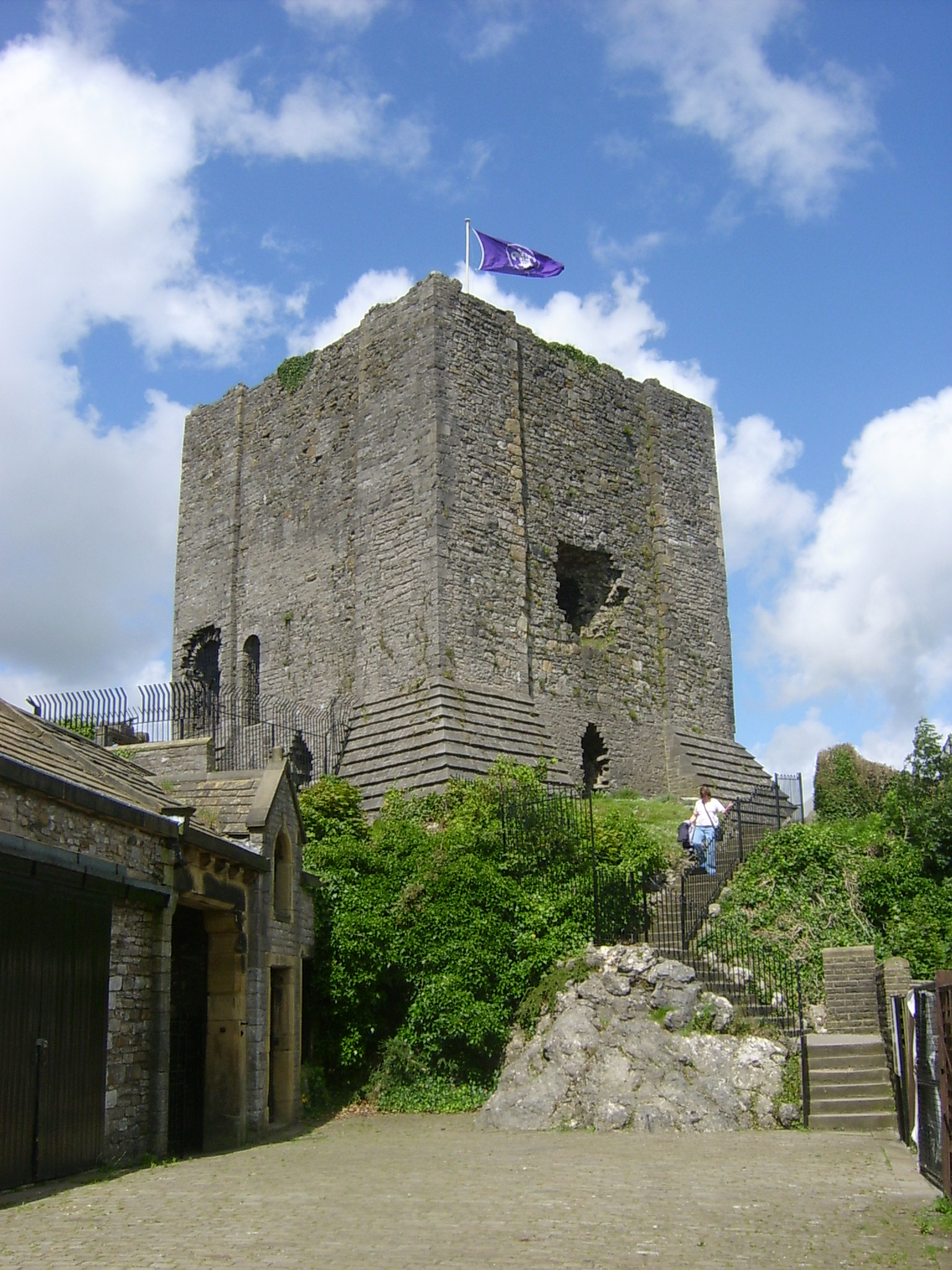
Castelo de Clitheroe
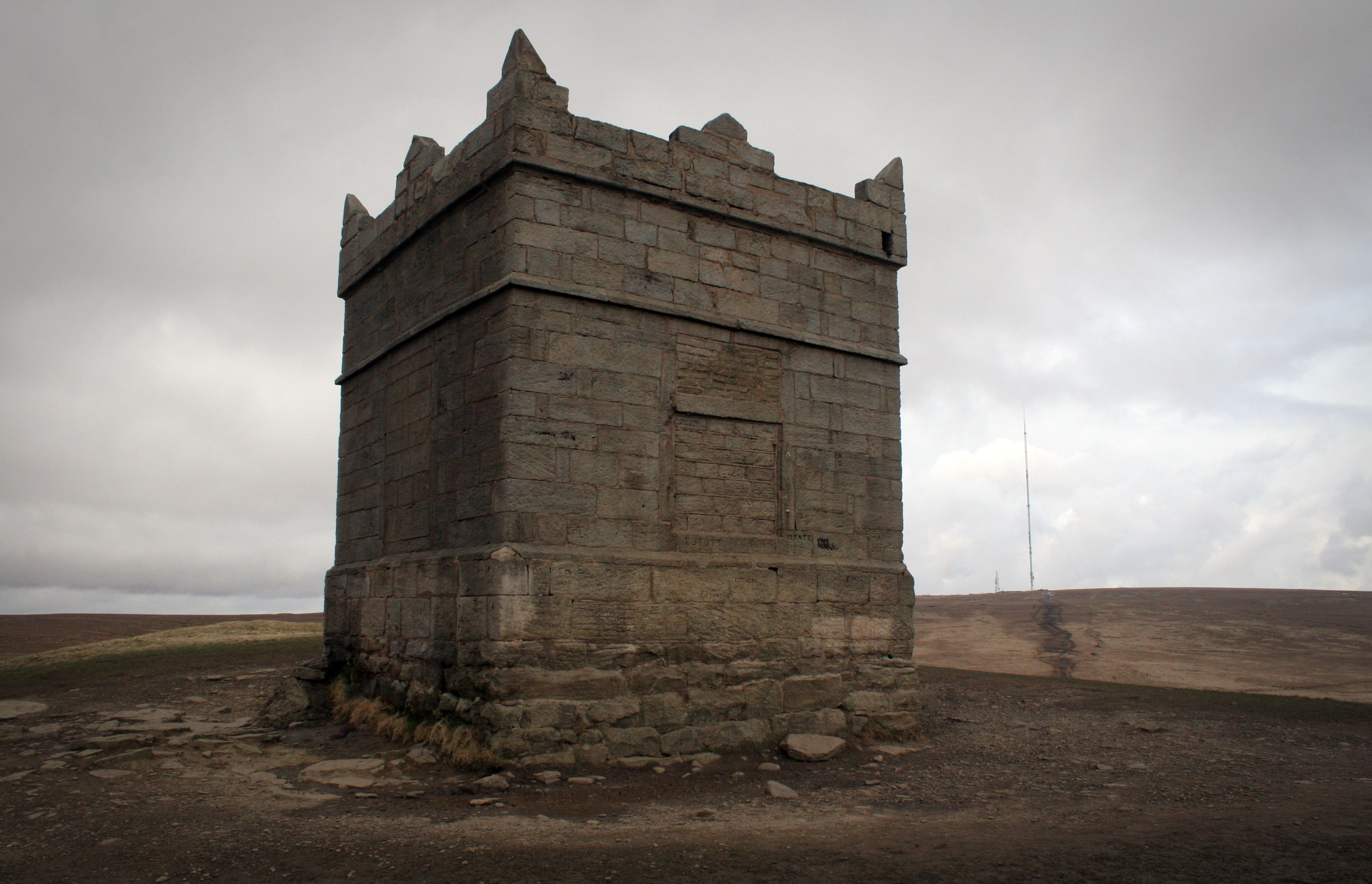
Rivington Pike, próximo a Horwich, no topo das charnecas dos Peninos do Oeste, é um dos mais populares destinos para caminhadas em Lancashire; Em um dia claro, todo o condado pode ser visto a partir dali
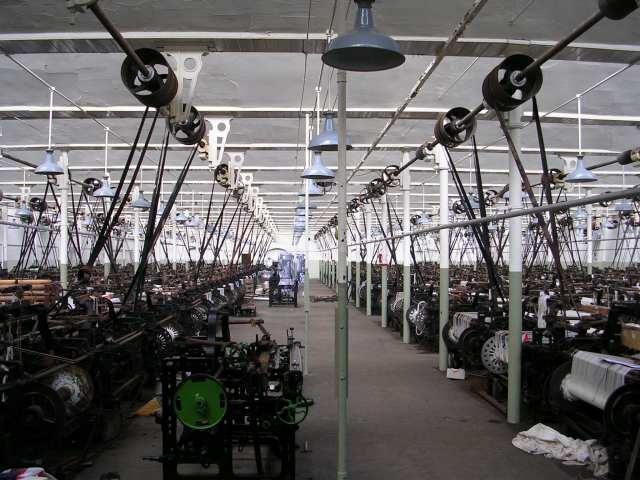
Queen Street Mill, tecelagem de algodão em Burnley.

## Filmografia
Whistle Down the Wind, filme de 1961 dirigido por Bryan Forbes, foi filmado aos pés de Worsaw Hill e, também, em Burnley, e estrelado por estudantes locais de Lancashire.